# NHK祇園ラジオ放送所

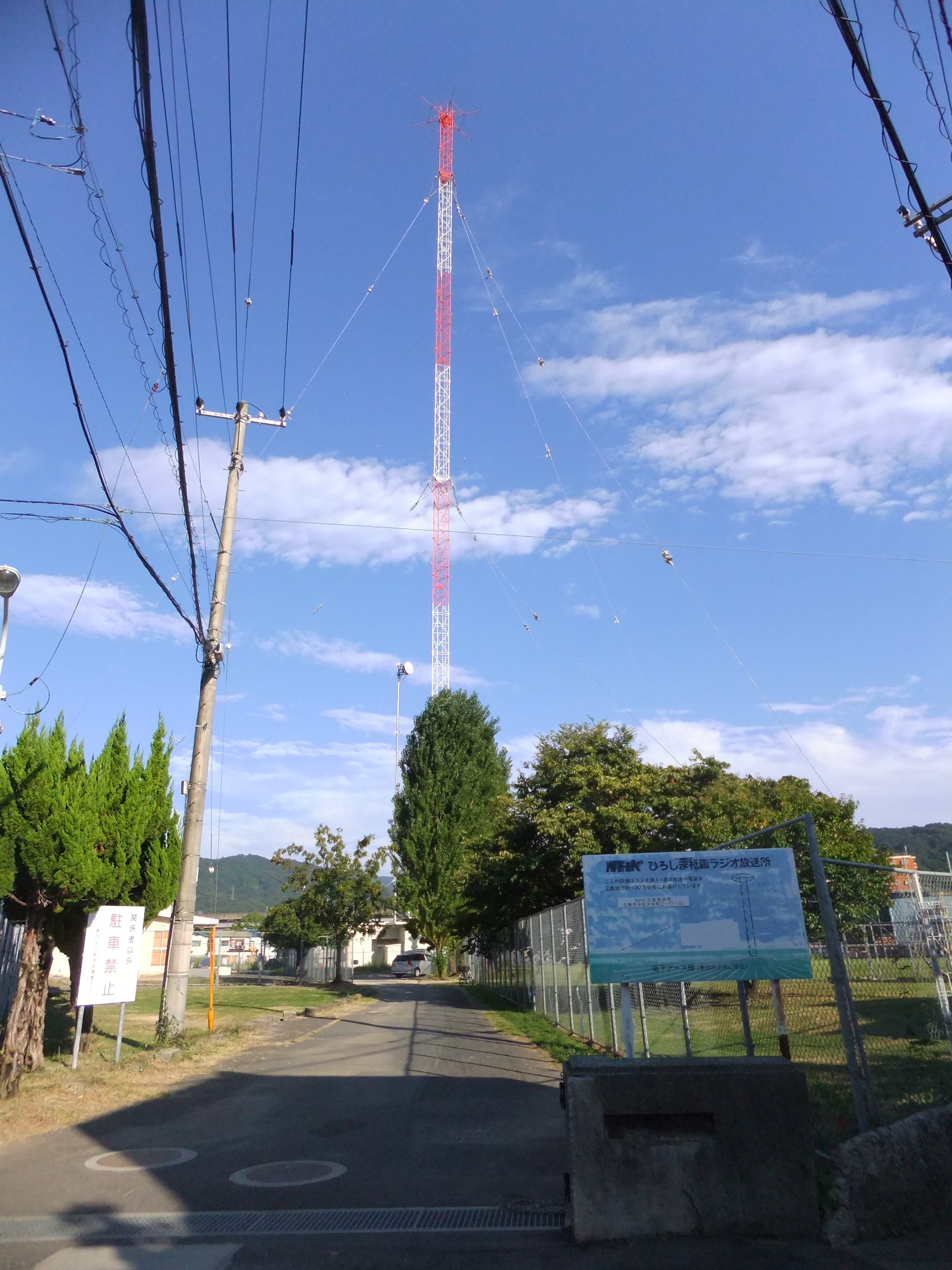
NHK祇園ラジオ放送所

NHK祇園ラジオ放送所（エヌエイチケイぎおんラジオほうそうしょ）は、広島県広島市安佐南区に置かれているNHK広島放送局の中波放送送信所。

## 概要
- ラジオ第1の出力は20kWで、広島県内の広範囲に電波を発射。県内及び中国地方におけるNHK中波放送の基幹放送所となっている。
- かつては「原ラジオ放送所」と呼ばれていた。
  - 1945年8月6日、広島市に原子爆弾が投下され、当時上流川町にあった広島中央放送局の局舎が壊滅し、多数の職員らが犠牲となったものの、原放送所は奇跡的に生き残った。このため、生き残った職員がここに集められ、翌7日から放送を再開した。
  - なお、長崎市の長崎放送局は、9日の原爆被災後、数日間機能停止に陥った。
  - この当時の模様について、2008年、ラジオドキュメンタリードラマ『放送を続けよ!』が制作・放送され、新たな事実も明らかにされた。

## 送信施設概要
- 所在地：広島市安佐南区西原四丁目42番17号（アストラムライン・祇園新橋北駅すぐ）
- 拠点局では珍しく、ラジオ第2の周波数がラジオ第1の周波数よりも低い。一般地方局親局では同様の例があるが、拠点局親局では広島のみ。

| 周波数  | 系統名      | コールサイン | 空中線電力               | 放送対象地域 | 放送区域内世帯数 |
| ------- | ----------- | ------------ | ------------------------ | ------------ | ---------------- |
| 702kHz  | NHK広島 第2 | JOFB         | 10kW                     | 全国         | 不明             |
| 1071kHz | NHK広島 第1 | JOFK         | 20kW （減力放送時は3kW） | 広島県       | 約100万世帯      |